# Manusmryti
Manusmryti (sanskryt मनुस्मृति manusmṛti) – starożytny indyjski traktat dotyczący dharmy, omawiający wszystkie aspekty i przejawy życia jednostki i społeczeństwa. Powstał ok. II w. p.n.e. – II w. n.e. Tradycja autorstwo przypisuje mitycznemu praojcu ludzkości – Manu.
Księga zawiera także reguły prowadzenia wojny, takie jak zakaz używania broni zatrutej czy zabijania bezbronnych.
Strofa 90 : Kiedy walczy ze swymi wrogami w bitwie, niech nie uderza bronią ukrytą, ani też kolczastą, zatrutą, lub płonącą.
- Lekcja 3. Domowe ofiary zadusznego rytu (w strofie 205) poleca odszukać miejsce nachylone ku rzece po stronie południowej i wysmarować kałem krowim, zanim przystąpi się do ofiar dla dewów i przodków[4].